# Hypercat
Anciennement connu sous le nom de SuperCAT, le HyperCAT est un avancement technologique qui est développé par plus de 50 compagnies situées au Royaume-Uni. 

## Description
Le HyperCAT agit comme un catalogue de données transmises par des dispositifs IoT provenant de différentes sources qui sont envoyées à une plateforme. Ces données sont lisibles par différentes machines, et ce, sans qu’un spécialiste ait à découvrir les données ou même à développer un algorithme qui permettrait à ces machines d’accéder à ces données.
Le HyperCAT donne une solution au problème de l’interopérabilité, qui est la capacité d’un système à fonctionner avec d’autres systèmes pareils ou différents de nature. Ainsi, même si les données proviennent d’un certain type de capteur, leurs informations peuvent être lues et utilisées par de multiples types de dispositifs IoT. HyperCAT permet l’avancement de la technologie appelée Internet of Things (IoT) qui constitue au réseautage de plusieurs objets équipés d’un système de communication électronique comme un capteur,. Le réseau IoT rend possible le contrôle des dispositifs tout en captant les données qui en proviennent. L’inter-connectivité du IoT permet aux capteurs de recevoir et d’envoyer des données et donc d’agir comme composant d’une infrastructure, permettant ainsi l’intégration du monde physique au monde informatique. Cela inclut les transports intelligents, les villes intelligentes, les maisons intelligentes, ainsi qu’une très grande variété de capteurs qui touchent un vaste choix de domaines.  Une étude menée par CISCO IBSG a prédit que 50 milliards de dispositifs IoT seront connectés d'ici à 2020 .

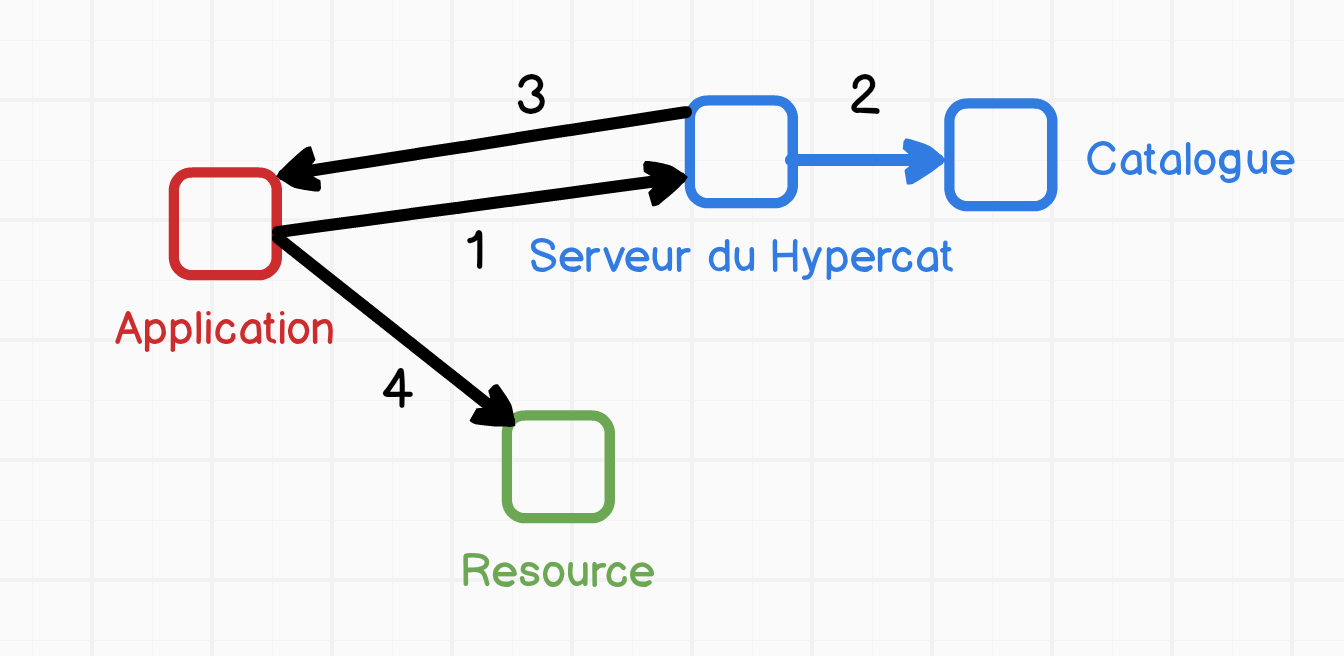
Figure 1

Le concept de l’interaction entre les applications et le HyperCAT commence par un message envoyé par HTTP/S de l’application au serveur du HyperCAT (Figure 1, numéro 1). L’application reçoit ensuite un fichier du HyperCAT qui contient un catalogue de toutes les ressources disponibles (Figure 1, numéro 2) et de là, l’application peut interagir avec ces ressources (Figure 1, numéro 3) en suivant les protocoles spécifiés par le HyperCAT.   

## Développement
Le HyperCAT facilite l’accès aux données en les sauvegardant sous des formats standards comme JSON, HTTP et REST. Des catalogues contenus dans le HyperCAT conservent de nombreux Identificateur Uniforme de Ressource (URIs) ce qui fait en sorte que les données peuvent être lues par des machines,. De ce fait, un programme peut explorer le hub de données pouvant être utile à ses taches. Par exemple, les lumières de circulation routière situées à différentes intersections pourraient communiquer avec les capteurs des éclairages de stationnements en plus de communiquer avec d’autres lumières du réseau routier.  
Selon Justin Anderson, PDG et cofondateur de la compagnie IoT Vendor Flexeye, HyperCAT va devenir le standard pour les IoTs s’il obtient le support du gouvernement. 
Pour le moment[Quand ?], le HyperCAT est considéré Publicly Available Specification par The British Standards Institution,. HyperCAT peut être utilisé par n’importe qui ayant le besoin d’utiliser un capteur. Ces personnes pourraient aussi utiliser de l’information provenant de différents capteurs ou mettre leurs données disponibles sur le HyperCAT pour que d’autres prennent avantage de celles-ci. Cette forme de collaboration rend possible les projets nécessitant des données ou des informations provenant de sources multiples.

## Applications
Avec l’interaction des IoTs et du HyperCAT, des millions de possibilités s’ouvrent en matière de développement technologique. Étant donné que le HyperCAT est considéré Publicly Available Specification, ces données sont donc disponibles au grand public, qu’il s’agisse d’une très grande entreprise ou d’un simple citoyen.       

### CityVerve
CityVerve est un projet sur 2 ans situé au Nord-Est de l’Angleterre. Ce projet possède un budget d’environ 12,5 millions de dollars US et a pour but de démontrer les avantages de l’interopérabilité d’une ville intelligente à travers le HyperCAT et les IoTs. Ces avantages sont observés à travers plusieurs facteurs clés comme l’efficacité et l’efficience du système de transport, des soins de santé et de l’utilisation de l’énergie. De plus, ce projet servira à tester de nouveaux développements technologiques pour le HyperCAT. 

### HyperCAT for All project
Le Royaume-Uni a créé un hub appartenant au HyperCAT appelé HyperCAT for All project qui développe 12 applications utilisant le HyperCAT et qui seront créées pour aider le développement d’une ville intelligente. Ces 12 applications sont divisées en 4 segments.

#### Fabrication
Le segment de fabrication se concentre sur les chaînes de fabrication. Cette application devra augmenter la qualité de la production, l’efficacité et la qualité de la production des biens. Un exemple de l’utilisation de la technologie IOT et du HyperCAT existe dans le domaine de la fabrication et consiste au suivi de la température des aliments à travers la chaîne d’approvisionnement pour la sécurité alimentaire.

#### Transport
Le segment du transport se spécialise sur la gestion de flotte pour les éléments concernant le transport. L’application du HyperCAT, en connexion avec les IOT au réseau de transport des biens, fournit au conducteur des données provenant de différentes sources relatives au transport des biens. Ces données peuvent inclure des informations sur le trafic, la météo et même le comportement du véhicule.

#### Consommation d’énergie
Le segment de la consommation d’énergie se concentre sur la mesure d’énergie à travers une ville. L’application du HyperCAT peut optimiser la consommation d’énergie directe (électricité) et indirecte (production, fabrication, emballage, etc.) telle que la gestion des horaires des feux de circulation. Un article provenant de IEEE.org estime que l’utilisation du HyperCAT permettrait à une ville (d’une population de 250 000 citoyens) d’économiser environ 4,9 millions de dollars américains grâce à la réduction de la consommation d’énergie.

#### Ville intelligente
L’application du HyperCAT sur la ville intelligente étudie toutes les composantes électroniques dans un bâtiment. Cette branche de technologie avec des capteurs IoT et l’utilisation du HyperCAT à travers des applications permettent des avancements comme la gestion de stationnement dans un bâtiment, avec la possibilité de savoir où sont les espaces vides.

## Problème

### Confidentialité des données
La confidentialité des données est un problème pour le HyperCAT,. Beaucoup d’avancements technologiques utilisant les IoTs sont orientés pour être utilisés par des clients privés et ainsi contiennent et peuvent révéler des informations privées comme leur emplacement, date de fête, etc.  Les développeurs du HyperCAT anticipent que les utilisateurs voudront empêcher certaines données d’être publiques. Ceci est un problème majeur pour le HyperCAT car celui-ci offre un réseau entièrement connecté, et la restriction sur certaines données entrainera une diminution des utilisations potentielles du HyperCAT. 
Certains projets sont en développement pour régler ce problème. CityVerve utilise une approche qui va procurer au citoyen l’option de spécifier quelles informations il souhaite fournir en retour de quel service.
Un autre projet est créé pour les compagnies qui veulent utiliser le HyperCAT pour fournir des informations à leur clientèle. Ce projet établira des licences qui vont permettre aux machines de savoir quelles informations elles ont le droit d’utiliser.

### Sécurité
Un autre problème réside sur la sécurité du HyperCAT. Le HyperCAT est vulnérable à une variété de menaces ou de problèmes techniques qui pourraient endommager les données ou le réseau. Selon le NIST 800-95,, il est recommandé d’effectuer une modélisation de la menace (threat modeling) lors de la conception d’un système. Une modélisation de la menace est une technique utilisée pour analyser et trouver les composantes vulnérables d’un système, et ainsi améliorer les composantes pour renforcer la sécurité du système.
Selon Mina Miri et Farbod H.Foomay du Security Compass, une façon de modéliser les menaces est d’utiliser la méthode STRIDE(Spoofing, Tampering, Repudiation, Information disclosure, Denial of service, et Elevation of Privilege). Cette méthode a été utilisée pour fonder les exigences en matière de sécurité pour le HyperCAT. En résumé, ces exigences sécuritaires sont : la prévention au niveau de la divulgation d’informations en désactivant l’auto-publication d’informations en WSDL, la protection contre le vol d’identité en utilisant un système d’authentification pour accéder à un certain catalogue en entier ou en partie et la prévention contre la falsification des données en installant une signature digitale vérifiable avec l’utilisation d’une clef publique ou sous une licence conditionnelle.